# Rivière la Quinte
Rivière la Quinte är ett vattendrag i Haiti.   Det ligger i departementet Artibonite, i den centrala delen av landet, 100 km norr om huvudstaden Port-au-Prince.